# Rudolph Schindler
Rudolph Schindler (Berlino, 1888 – Monaco di Baviera, 1968) è stato un medico tedesco, conosciuto a livello internazionale per i suoi studi sulla gastroscopia.
Con il libro "Lehrbuch und Atlas der Gastroskopie" (libro di testo e atlante di gastroscopia) raggiunse una notevole notorietà in ambito medico per le tecniche e le innovazioni nel campo dell'endoscopia dello stomaco.
Tra il 1928 e il 1932 realizzò il primo gastroscopio parzialmente flessibile, in collaborazione con Georg Wolf.
Sfuggito alla prigionia nazista emigrò a Chicago nel 1934; nel 1937 ricevette la medaglia d'oro dall'American Medical Association per i suoi studi sulla gastrite.